# Joachim O. Fernández
Joachim Octave Fernández (New Orleans, 14 agosto 1896 – New Orleans, 8 agosto 1978) è stato un politico statunitense, membro della Camera dei Rappresentanti per lo stato della Louisiana dal 1931 al 1941.

## Biografia
Figlio di Octave Gonzales Fernández e Mary Benson, nacque a New Orleans. La famiglia proveniva dalle Isole Canarie e aveva origini cajun, alsaziane e galiziane. Nel 1920, Fernández sposò Viola Murray, con la quale ebbe quattro figli. Dopo la morte della prima moglie, sposò in seconde nozze Jessie Nosacka.
Fernández intraprese la propria carriera politica aderendo alla macchina politica nota come Regular Democratic Organization. Nel 1924 divenne membro della Camera dei rappresentanti della Louisiana, dove rimase per quattro anni finché non venne eletto all'interno del Senato dello Stato della Louisiana. Alleato del governatore della Louisiana Huey Pierce Long, nel 1930 fu eletto alla Camera dei Rappresentanti con il suo sostegno, sconfiggendo il deputato in carica. Fernández restò in carica per i successivi dieci anni, fin quando fu sconfitto nelle primarie del Partito Democratico dal candidato riformista F. Edward Hébert, un giornalista che aveva seguito alcune inchieste sulla corruzione degli alleati di Long.
All'età di quarant'anni, Fernández prestò servizio nella marina degli Stati Uniti come tenente comandante durante la seconda guerra mondiale. Dopo il suo servizio pubblico al Congresso, lavorò come esattore delle tasse a New Orleans.
Nel 1946, Joachim Fernández fu scelto dai riformisti come candidato alle elezioni municipali di New Orleans contro il sindaco in carica Robert Maestri; tuttavia, poco prima delle elezioni, annunciò il proprio ritiro dopo che Maestri si offrì di pagare le spese della sua campagna elettorale. I riformisti scelsero quindi un altro candidato, deLesseps Story Morrison, che riuscì a sconfiggere il sindaco Maestri.
Fernández era soprannominato "Bathtub Joe", per la sua abitudine di evitare le chiamate dei giornalisti sostenendo di essere impegnato a fare il bagno.
Morì nel 1978, pochi giorni prima del suo ottantaduesimo compleanno, a seguito di una lunga malattia.